# 노 원공
노 원공(魯元公, ? ~ 기원전 416년)은 중국 노나라의 제29대 임금이다. 휘는 가(嘉)이다.
기원전 437년에 아버지 도공이 죽어 군위를 계승했으며, 원공 21년(기원전 416년)에 죽어 아들 목공이 계승했다.